# Ichthyaetus hemprichii
La gaviota cejiblanca o gaviota de cejas blancas (Ichthyaetus hemprichii) es una especie de ave caradriiforme en la familia Laridae. Se distribuye en las costas del mar Rojo, el golfo Pérsico y en el océano Índico, al sur de la península arábiga, el este de África ecuatorial y, posiblemente Pakistán. Como es el caso con muchas gaviotas, tradicionalmente ha sido colocada en el género Larus. El nombre de la especie conmemora al naturalista alemán Wilhelm Hemprich que murió en 1825 durante una expedición científica a Egipto y Oriente Medio con su amigo Christian Gottfried Ehrenberg.

## Distribución y hábitat
Es nativa del mar Rojo, el golfo de Adén, el golfo de Omán, el golfo Pérsico y su área de distribución se extiende hasta el este de Pakistán. También es encontrada en la costa este de África hasta el sur de Tanzania y Mozambique. Se presenta como vagabunda en la India, Sri Lanka, las Maldivas, Jordania, Líbano, Israel y Baréin. Es un ave costera, y rara vez se aleja más de 10 km de los arrecifes aunque en ocasiones ha sido vista 140 km tierra adentro. Frecuenta puertos y muelles, costas, islas cercanas a la costa y la zona intermareal. Rara vez se desplaza tierra adentro o visita sitios de agua dulce. Es nómada o parcialmente migratoria y muchas poblaciones se mueven hacia el sur después de la reproducción, aunque las poblaciones del mar Rojo parecen ser relativamente sedentarias.

## Comportamiento

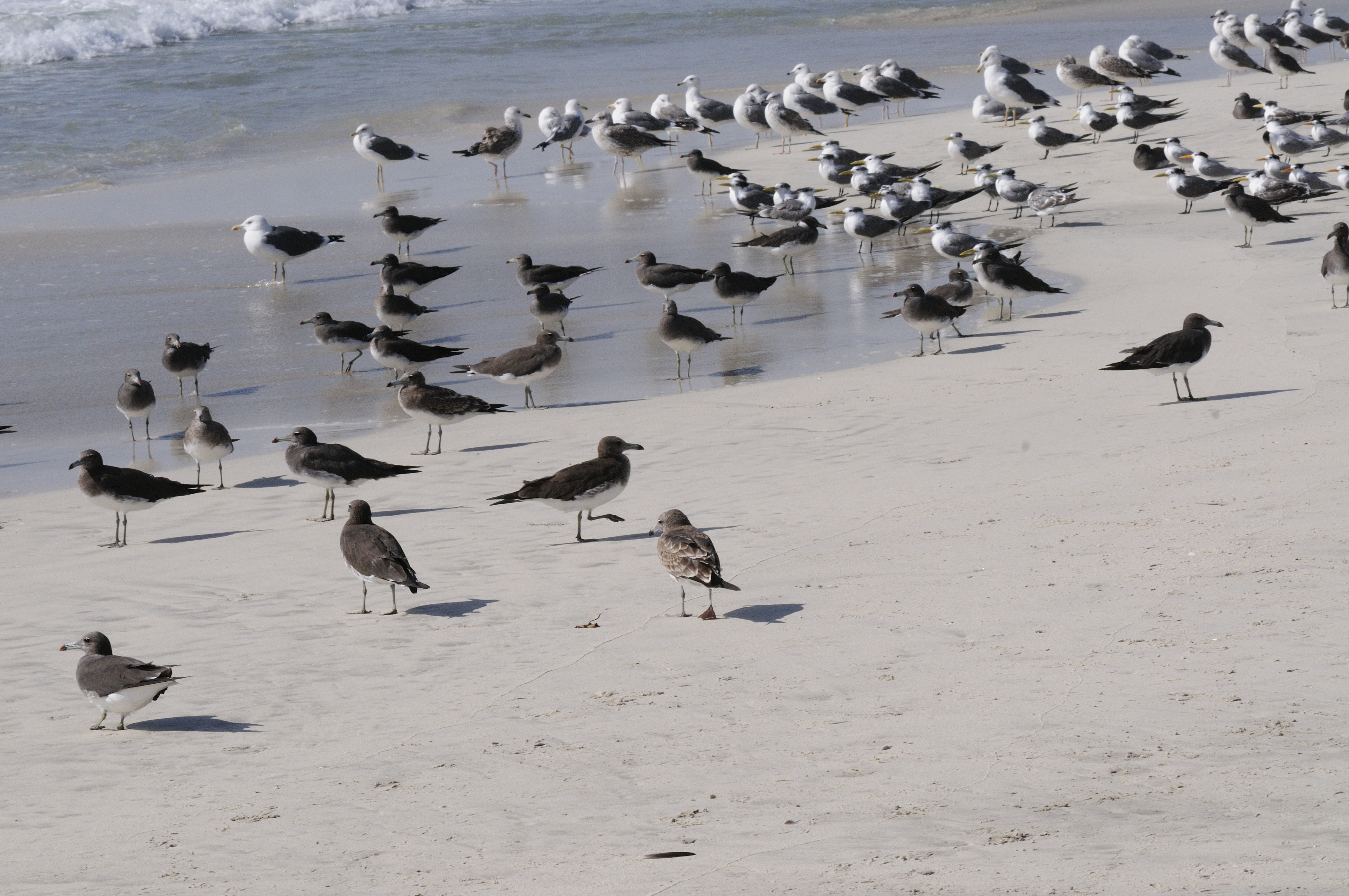
En la playa en Omán

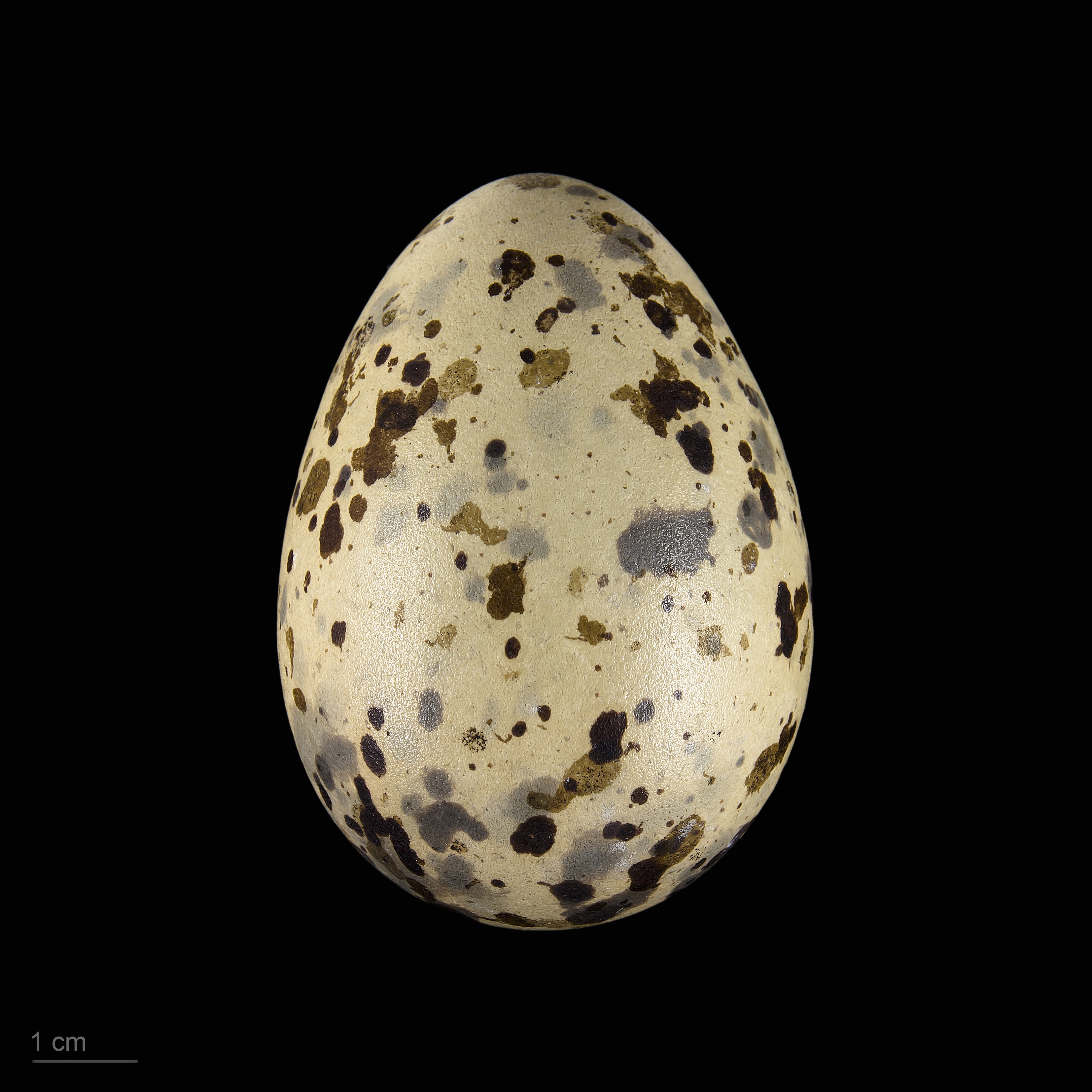
oeufs de Ichthyaetus hemprichii - MHNT

Es depredador y carroñero, se alimenta de restos y de peces descartados, pequeños peces que atrapa ella misma, camarones, tortugas recién nacidas y huevos y polluelos de otras aves marinas.
Se reproduce durante el verano. Por lo general anida en pequeñas colonias en las islas cercanas a la costa, islas externas particularmente protegidas por arrecifes, rocas, arena y escasa vegetación. Anida algunas veces en solitario, particularmente en África, o pueden estar dispersos entre los nidos de otras aves marinas coloniales. El nido consiste en una raspadura al descubierto en el coral, en una posición expuesta o protegido por un saliente.